# Koen Bultinck
Koen Henk Jan Lodewijk Bultinck, né le 21 mars 1964 à Bruges est un homme politique belge flamand, membre du Vlaams Belang.
Il est licencié en sciences politiques. Il fut directeur du service d'étude du Vlaams Blok.

## Fonctions politiques
- Conseiller communal de Dixmude
- Député fédéral du 13 juin 1999 au 6 mai 2010.